# Békés családi tűzfészek
A Békés családi tűzfészek (eredeti címe: Kingdom Come) 2001-es amerikai vígjátékdráma, amelyet Doug McHenry rendezett. A forkatókönyvet David Dean Bottrell és Jessica Jones készítette. A produkció főszerepében LL Cool J, Vivica A. Fox és Jada Pinkett Smith. 2001. február 8-án mutatták be a Pan African Filmfesztiválon, majd április 11-től a mozikban. Magyarországon videokazettán jelent meg 2002. február 21-én.

## Történet
Bud Slocumb halála után a Slocumb család összegyűlik vidéken. Valamilyen okból kifolyólag azonban Budra nemsokan emlékeznek jó szívvel. A család visszaemlékezik a férfira, és közben előjönnek a régi konfliktusok és az ellentétek.

## Szereplők
| Szerep                 | Színész                | Magyar hangja    |
| ---------------------- | ---------------------- | ---------------- |
| Ray Bud Slocumb        | LL Cool J              | Viczián Ottó     |
| Charisse Slocumb       | Jada Pinkett Smith     | Náray Erika      |
| Lucille Slocumb        | Vivica A. Fox          | Orosz Anna       |
| Marguerite Slocumb     | Loretta Devine         | n.a              |
| Junior Slocumb         | Anthony Anderson       | Horváth Zoltán   |
| Juanita Slocumb        | Toni Braxton           | n.a              |
| Beverly H. Hooker atya | Cedric the Entertainer | Orosz István     |
| Royce Slocumb          | Darius McCrary         | Minárovits Péter |
| Raynelle Slocumb       | Whoopi Goldberg        | Martin Márta     |
| Woodrow "Bud" Slocumb  | Ellis Williams         | Katona Zoltán    |
| Clyde Kincade          | Richard Grant          | n.a              |
| Charles Winslow        | Clifton Davis          | n.a              |
| Veda                   | Aloma Wright           | n.a              |
| Nadine                 | Tamala Jones           | n.a              |

## Fogadtatás

### Kritikai visszhang
A filmet válogatott hangvételű kritikák érték. A Rotten Tomatoeson 27%-os minősítést ért el 66 értékelés alapján, az összefoglaló szerint: „Bár megvannak a maga pillanatai, a Békés családi tűzfészket elrontja a forgatókönyv, amely kevés humort tartalmaz és egyenetlen a hangvétele.” Jonathan Foreman a New York Posttól azt írta: „Ez annyira amatőr, hogy a szereplők, akiknek a karakterei állítólag mind ugyanabból a déli kisvárosból származnak, még csak nem is veszik a fáradtságot, hogy vadul eltérő akcentusukon javítsanak.” John Petrakis a Chicago Tribune-től azt írta: „Egy találat és egy melléfogás, rengeteg nevetéssel és érzelmi csúcspontokkal, amelyek segítenek megvilágítani a klisékkel teli, homályosan megvilágított sarkokat.” Roger Ebert azt írta: „A Békés családi tűzfészeknek vannak átmenetileg vicces pillanatai, de ezek nem kapcsolódnak; tévén talán működhet a nézők számára, akik időről időre felpillantanak a képernyőre. Minél több figyelmet fordítasz rá, annál kevesebbet találsz.”
A MetaCriticen 48 pontot ért el a 100-ból 26 vélemény szerint. Kevin Thomas a Los Angeles Timestól azt írta: „Ebben a vidám filmben, amely a fájdalommal, a veszteséggel és a vétkekkel szeretettel, bölcsességgel és megbocsátással, ihletett humorral néz szembe, minden benne van.” Desson Thomson a Washington Posttól azt írta: „Nehéz nem szeretni a filmet.” Lawrence Toppman a Charlotte Observertől azt írta: „Az egész olyan hamis, mint egy temetési szónoklat egy olyan lelkésztől, aki nem is ismerte az elhunytat.”

### Bevétel adatai
A Box Office Mojo szerint a film nyereséges volt. A 7 millió dolláros költségvetésre 23 millió dolláros bevétel keletkezett.